# 法拉大桥
法拉大桥是中华人民共和国一座跨越金沙江的公路桥梁，位于四川省攀枝花市西区玉泉街道和大宝鼎街道之间，巴关河口旁。法拉大桥的建设是为了取代近旁的沿江吊桥，沿江吊桥在法拉大桥建成通车后已经被拆除，两者为新老接替关系。

## 沿江吊桥
1965年国家三线建设攀枝花钢铁基地开工，宝鼎矿区建设全面展开。作为宝鼎矿区与外界联系的主要通道，沿江吊桥（3004桥）由四川省交通厅勘察设计院承担桥位勘探规划，交通部公路设计院设计，中国人民解放军建字851部队施工，于1966年2月开工，1968年5月通车。该桥为加劲桁吊桥，全长211.7米，主孔跨度180米，单行车道，宽4.2米，两侧人行道各宽0.75米，设计荷载为汽—10、拖—30。由于车道太窄且设计荷载小，渐无法满足运煤需要，1970年代末在此地上游3.5公里处的陶家渡又开工了新的宝鼎矿区跨江大桥，即宝鼎大桥。

## 法拉大桥
随着经济和社会的发展，宝鼎矿区仅靠宝鼎大桥和沿江吊桥已经不能满足需求，沿江吊桥已出现病害，因此在沿江吊桥上游约30米处新建了法拉大桥。法拉大桥的项目业主为攀枝花市三维路桥有限责任公司，由铁二院设计，铁二院监理咨询公司监理，铁二局五处中标承建。桥梁全长233.74m，主桥为中承式钢管混凝土拱桥，跨径190m；桥面总宽20m，其中车道宽15m，为双向4车道。该桥于2001年12月28日开工，原计划2004年10月1日通车，但因竣工验收时检测出钢管焊接质量不合格而延期，后经加固修复，最终于2005年3月4日攀枝花建市40周年纪念日正式通车，比攀枝花另一座跨金沙江桥梁新渡口大桥正式通车晚一天。

## 相邻道路
| 江北道路                    | 金沙江                                   | 江南道路                                      |
| --------------------------- | ---------------------------------------- | --------------------------------------------- |
| 陶家渡东路 曾用名：（未变） | 法拉大桥 往玉泉街道巴关河← →往大宝鼎街道 | 陶家渡中路/宝鼎北路 曾用名：（未变）/宝鼎东路 |